# 太子 (大阪市)
太子（たいし）は大阪府大阪市西成区の町名である。現行行政地名は太子一丁目および太子二丁目。

## 地理
西成区の北部に位置し、あいりん地区の東部に当たる。2005年の国勢調査によると世帯数3992、人口4435人（男3909人、女526人）であり、単身男性が非常に多い。阪堺線新今宮駅前停留場南から同線今池停留場東側の一帯、太子交差点を中心とした地域。北で浪速区恵美須東、東で山王、南で天下茶屋北、西で萩之茶屋、北西で浪速区恵美須西に接する。

## 歴史
大坂の陣後の元和年間（1615～1624年）に大坂城下が復興・整理され、その際に城下近郷の村々に大坂七墓と呼ばれる7ヶ所の墓地が設けられた。その一つである鳶田墓地が当地に設けられ、隣接して刑場も置かれていた。
元は西成郡今宮村の一部。その後1925年（大正14年）に大阪市に編入され、西成区の一部となった。当初は西成区の北東隅だったが、1943年（昭和18年）に区境界が変更され、東隣の山王町（現：山王）が住吉区（当時）から西成区へ編入された。1973年（昭和48年）11月に現行住居表示を実施。従来の東田町と今池町におおむね該当する。

### 地名の由来
当地にある「太子地蔵尊」は、鳶田墓地にあった地蔵で、地名の由来となっている。

## 世帯数と人口
2019年（令和元年）9月30日現在の世帯数と人口は以下の通りである。
| 丁目       | 世帯数    | 人口    |
| ---------- | --------- | ------- |
| 太子一丁目 | 1,327世帯 | 1,431人 |
| 太子二丁目 | 447世帯   | 481人   |
| 計         | 1,774世帯 | 1,912人 |

### 人口の変遷
国勢調査による人口の推移。
| 1995年（平成7年）  | 4,492人 | [ 5 ] |  |
| 2000年（平成12年） | 4,177人 | [ 6 ] |  |
| 2005年（平成17年） | 4,435人 | [ 7 ] |  |
| 2010年（平成22年） | 3,762人 | [ 8 ] |  |
| 2015年（平成27年） | 2,491人 | [ 9 ] |  |

### 世帯数の変遷
国勢調査による世帯数の推移。
| 1995年（平成7年）  | 3,848世帯 | [ 5 ] |  |
| 2000年（平成12年） | 3,616世帯 | [ 6 ] |  |
| 2005年（平成17年） | 3,992世帯 | [ 7 ] |  |
| 2010年（平成22年） | 3,371世帯 | [ 8 ] |  |
| 2015年（平成27年） | 2,259世帯 | [ 9 ] |  |

## 学区
市立小・中学校に通う場合、学区は以下の通りとなる。なお、小学校・中学校入学時に学校選択制度を導入しており、通学区域以外に西成区にある以下の通学区域に隣接する校区にある小学校、西成区内にある中学校から選択することも可能。
| 丁目       | 番   | 小学校               | 中学校             |
| ---------- | ---- | -------------------- | ------------------ |
| 太子一丁目 | 全域 | 大阪市立新今宮小学校 | 大阪市立今宮中学校 |
| 太子二丁目 | 全域 | 大阪市立新今宮小学校 | 大阪市立今宮中学校 |

## 事業所
2016年（平成28年）現在の経済センサス調査による事業所数と従業員数は以下の通りである。
| 丁目       | 事業所数  | 従業員数 |
| ---------- | --------- | -------- |
| 太子一丁目 | 122事業所 | 655人    |
| 太子二丁目 | 51事業所  | 288人    |
| 計         | 173事業所 | 943人    |

## 交通

### 鉄道
- Osaka Metro御堂筋線・堺筋線動物園前駅

隣接する萩之茶屋・浪速区恵比須西の阪堺電気軌道阪堺線新今宮駅前停留場・今池停留場、JR西日本新今宮駅（東口）も近くにあり利用できる。

## 教育機関

### 廃止された教育機関
- あいりん小学校（東田町73-1）廃校

愛隣会館4階にあった。
- あいりん中学校（東田町73-1）廃校

愛隣会館5階にあった。

## 施設
- 愛隣会館

昭和37年今宮保護所跡に開館した。西成区太子1丁目15-1
- あいりん銀行

日雇い労働者の貯蓄を奨励するため昭和37年に開設し、午前9時から午後7時まで開業している。西成区太子1丁目15-1
- スーパー玉出

西成区はスーパー玉出発祥の地で、町内には天下茶屋店（西成区太子2丁目1-15）と今池店（西成区太子2丁目3-7）の2店舗を有する。

## その他

### 日本郵便
- 〒557-0002[3]（集配局：西成郵便局[13]）